# Lussas-et-Nontronneau
Ne doit pas être confondu avec Lussas.
Lussas-et-Nontronneau est une commune française située dans le département de la Dordogne, en région Nouvelle-Aquitaine.
Elle est intégrée au parc naturel régional Périgord-Limousin.

## Géographie

### Généralités
À l'extrême nord-ouest du département de la Dordogne, dans le Nontronnais, à l'intérieur du parc naturel régional Périgord-Limousin, la commune de Lussas-et-Nontronneau est bordée au nord par le Bandiat. C'est une commune rurale qui fait partie de l'aire d'attraction de Nontron, zonage d’étude défini par l'Insee, qui a remplacé en 2020 l'aire urbaine de Nontron dont elle ne faisait pas partie.
Traversé par la route départementale (RD) 95, le bourg de Lussas est situé, en distances orthodromiques, sept kilomètres à l'ouest-sud-ouest de Nontron et douze kilomètres au nord-est de Mareuil. Le village de Nontronneau est situé trois kilomètres plus au nord-nord-est.
La commune est également desservie au sud par la RD 708.

### Communes limitrophes
Lussas-et-Nontronneau est limitrophe de sept autres communes. Au sud-est, le territoire de Saint-Front-sur-Nizonne est distant d'environ 700 mètres.
| Javerlhac-et-la-Chapelle-Saint-Robert |                       | Saint-Martin-le-Pin      |
| Hautefaye, Connezac                   | Lussas-et-Nontronneau | Saint-Martial-de-Valette |
| Rudeau-Ladosse                        | Mareuil en Périgord   |                          |

### Géologie et relief

#### Géologie
Situé sur la plaque nord du Bassin aquitain et bordé à son extrémité nord-est par une frange du Massif central, le département de la Dordogne présente une grande diversité géologique. Les terrains sont disposés en profondeur en strates régulières, témoins d'une sédimentation sur cette ancienne plate-forme marine. Le département peut ainsi être découpé sur le plan géologique en quatre gradins différenciés selon leur âge géologique. Lussas-et-Nontronneau est située dans le deuxième gradin à partir du nord-est, un plateau formé de roches calcaires très dures du Jurassique que la mer a déposées par sédimentation chimique carbonatée, en bancs épais et massifs.
Les couches affleurantes sur le territoire communal sont constituées de formations superficielles du Quaternaire et de roches sédimentaires datant pour certaines du Cénozoïque, et pour d'autres du Mésozoïque. La formation la plus ancienne, notée l3-4, date du Pliensbachien supérieur au Toarcien, composée d'argiles et marnes grises localement dolomitiques, dolomies gris-bleu massives ou en petits bancs localement à passées gréseuses-brèches à ciment gréseux ou grès purs à la base. La formation la plus récente, notée CFp, fait partie des formations superficielles de type colluvions indifférenciées de versant, de vallon et plateaux issues d'alluvions, molasses, altérites. Le descriptif de ces couches est détaillé dans  les feuilles « no 710 - Montbron » et « no 734 - Nontron » de la carte géologique au 1/50 000 de la France métropolitaine, et leurs notices associées,.

Carte géologique de Lussas-et-Nontronneau.

#### Relief et paysages
Le département de la Dordogne se présente comme un vaste plateau incliné du nord-est (491 m, à la forêt de Vieillecour dans le Nontronnais, à Saint-Pierre-de-Frugie) au sud-ouest (2 m à Lamothe-Montravel). L'altitude du territoire communal varie quant à elle entre 125 m et 232 m,.
Dans le cadre de la Convention européenne du paysage entrée en vigueur en France le 1er juillet 2006, renforcée par la loi du 8 août 2016 pour la reconquête de la biodiversité, de la nature et des paysages, un atlas des paysages de la Dordogne a été élaboré sous maîtrise d’ouvrage de l’État et publié en octobre 2020. Les paysages du département s'organisent en huit unités paysagères et 14 sous-unités. La commune fait partie du Périgord central, un paysage vallonné, aux horizons limités par de nombreux bois, plus ou moins denses, parsemés de prairies et de petits champs.
La superficie cadastrale de la commune publiée par l'Insee, qui sert de référence dans toutes les statistiques, est de 22,35 km2,,. La superficie géographique, issue de la BD Topo, composante du Référentiel à grande échelle produit par l'IGN, est quant à elle de 22,93 km2.

### Hydrographie

#### Réseau hydrographique
La commune est située pour partie dans le bassin de la Dordogne et pour partie dans   le bassin versant de la Charente au sein du Bassin Adour-Garonne. Elle est drainée par le Bandiat et par divers petits cours d'eau, qui constituent un réseau hydrographique de 13 km de longueur totale,.
Le Bandiat, d'une longueur totale de 91,35 km, prend sa source dans la Haute-Vienne dans la commune de La Chapelle-Montbrandeix et se jette dans la Tardoire en rive gauche en Charente à Agris. Au nord et au nord-est, il sert de limite à la commune sur quatre kilomètres en plusieurs tronçons, en la séparant de Saint-Martin-le-Pin et Javerlhac-et-la-Chapelle-Saint-Robert.

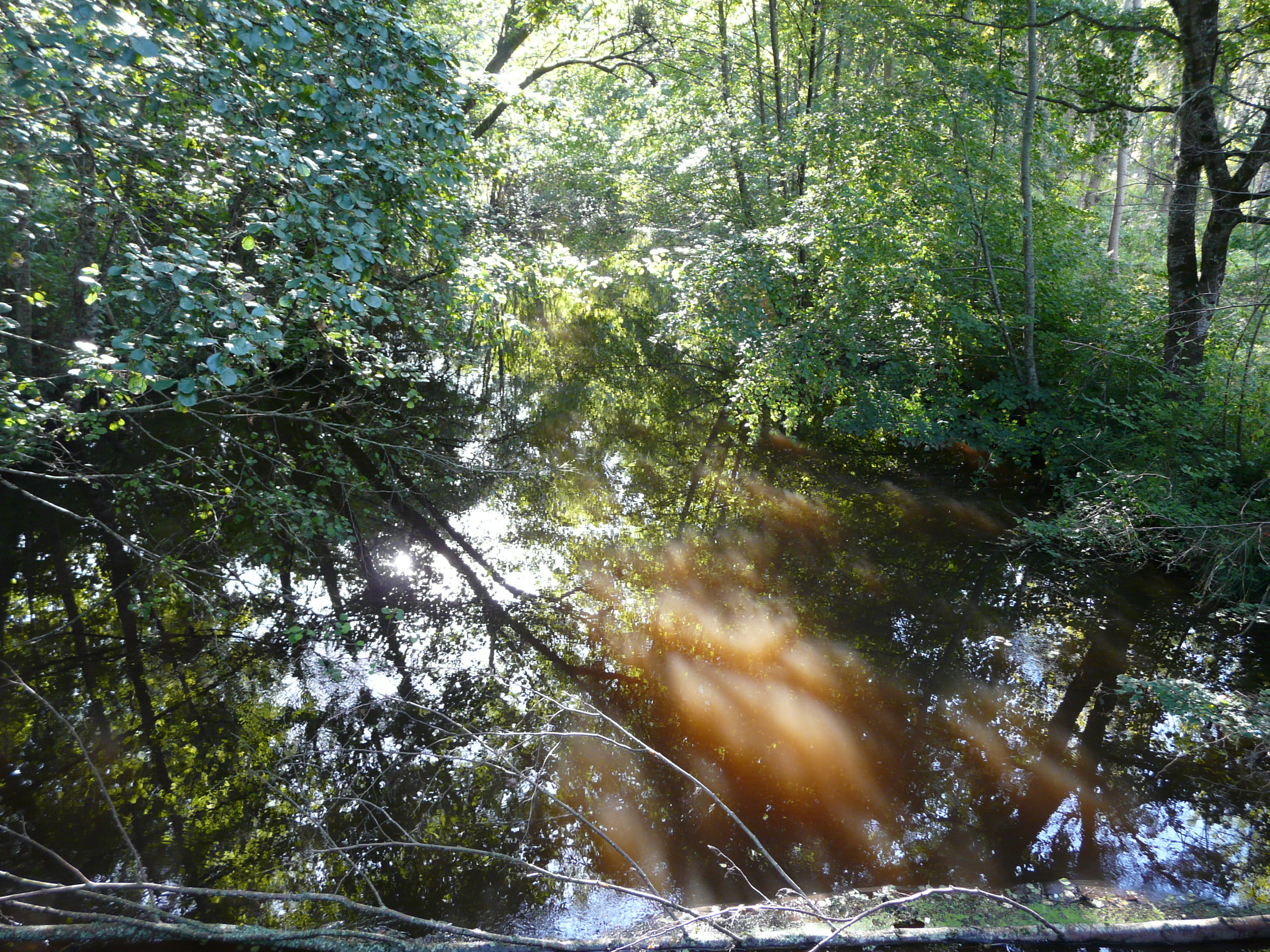
Le Bandiat près de Villejalet, en limite de Saint-Martin-le-Pin et de Lussas-et-Nontronneau.
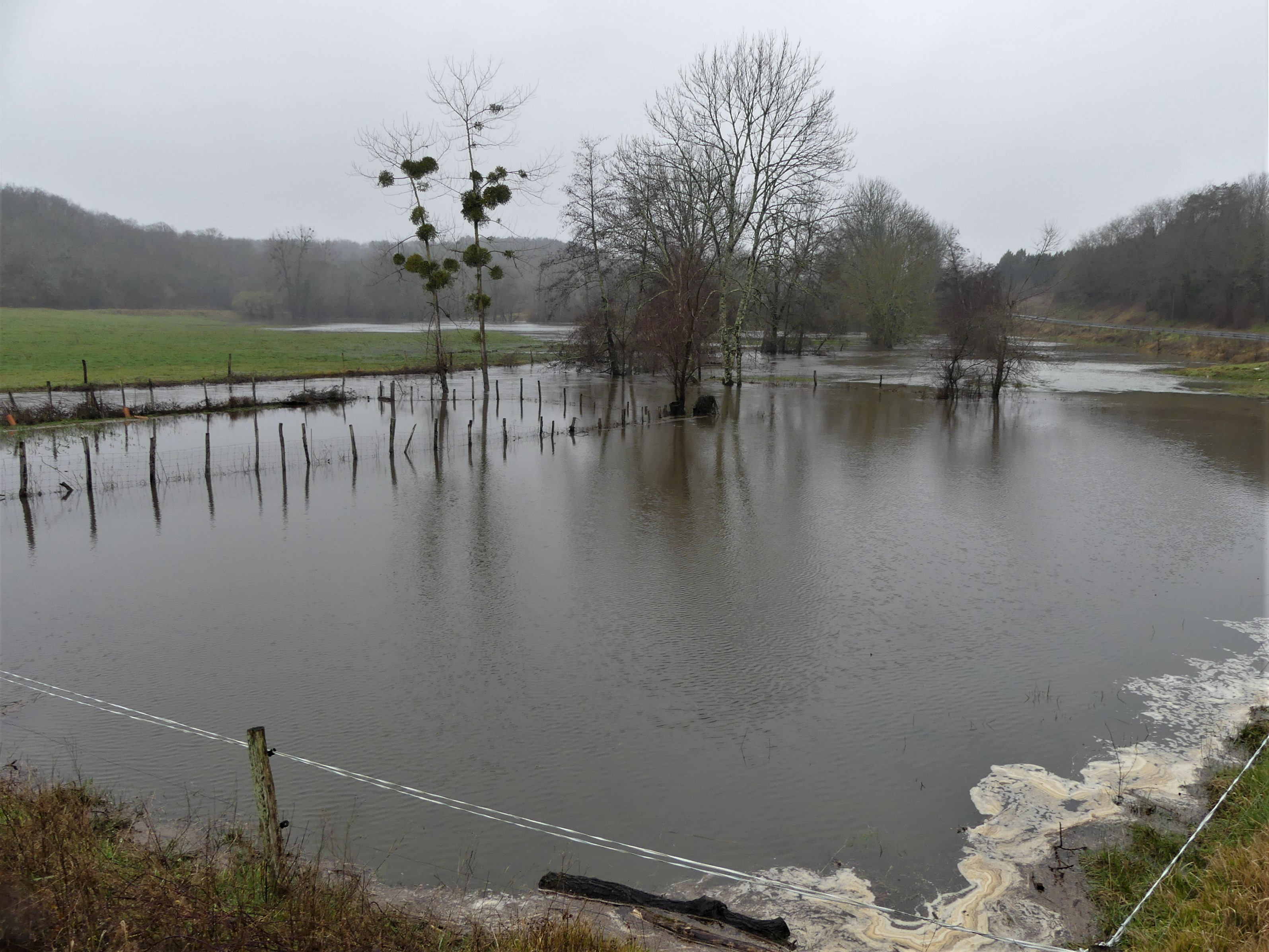
Le Bandiat en crue près de la Renardière, en limite de Lussas-et-Nontronneau et Javerlhac-et-la-Chapelle-Saint-Robert, en janvier 2018.
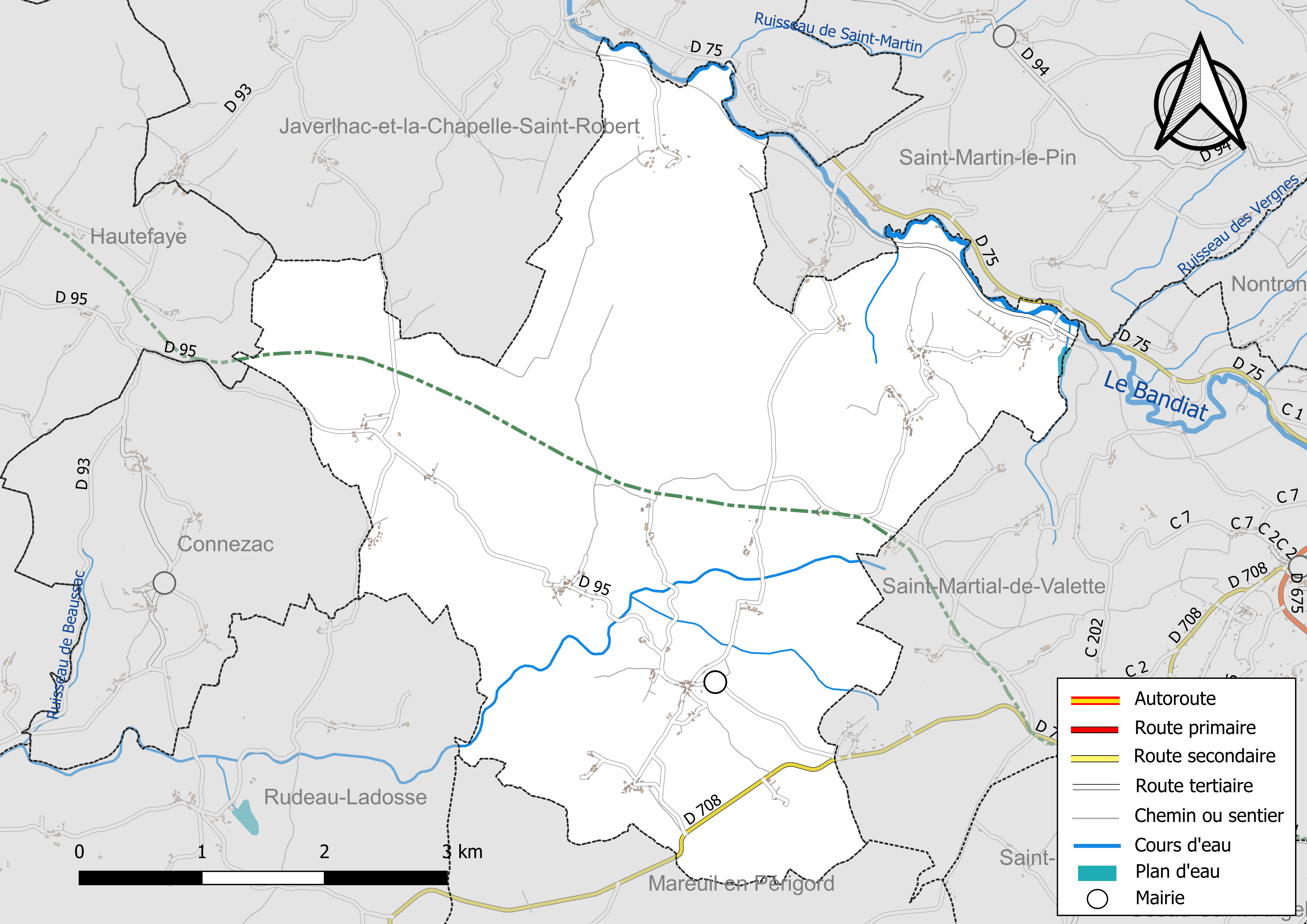
Réseaux hydrographique et routier de Lussas-et-Nontronneau[Note 3].
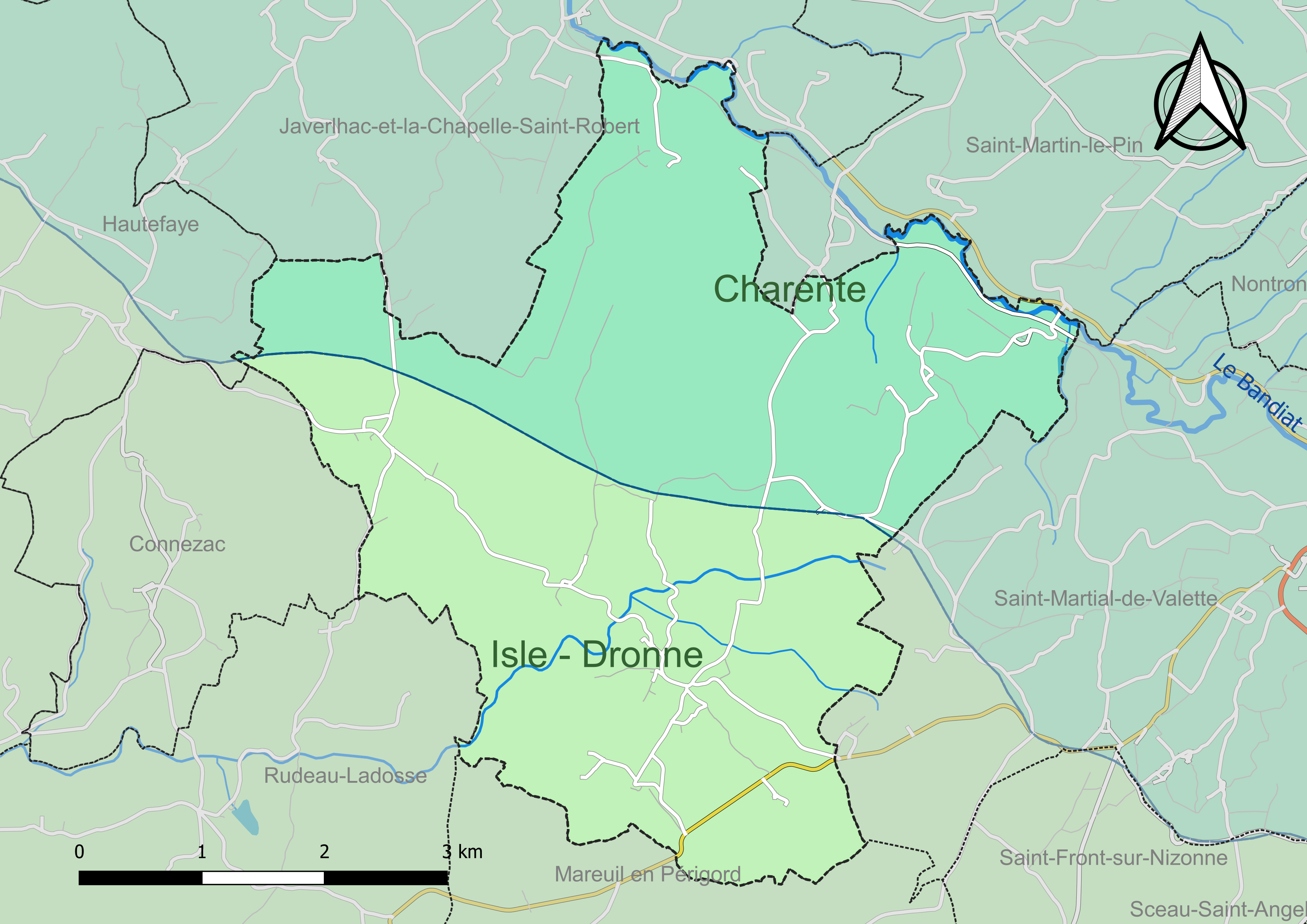
Carte des schémas d'aménagement et de gestion des eaux (SAGE) couvrant le territoire communal de Lussas-et-Nontronneau.

#### Gestion et qualité des eaux
Le territoire communal est couvert par les schémas d'aménagement et de gestion des eaux (SAGE) « Charente » et « Isle - Dronne ». Le SAGE « Charente », dont le territoire correspond au bassin de la Charente, d'une superficie de 9 300 km2, a été approuvé le 19 novembre 2019. La structure porteuse de l'élaboration et de la mise en œuvre est l'établissement public territorial de bassin Charente. Le SAGE « Isle - Dronne », dont le territoire regroupe les bassins versants de l'Isle et de la Dronne, d'une superficie de 7 500 km2, a été approuvé le 2 août 2021. La structure porteuse de l'élaboration et de la mise en œuvre est l'établissement public territorial de bassin de la Dordogne (EPIDOR). Ils définissent chacun sur leur territoire les objectifs généraux d’utilisation, de mise en valeur et de protection quantitative et qualitative des ressources en eau superficielle et souterraine, en respect des objectifs de qualité définis dans le troisième SDAGE  du Bassin Adour-Garonne qui couvre la période 2022-2027, approuvé le 10 mars 2022.
La moitié nord du territoire communal se situe dans le bassin versant du Bandiat et dépend du SAGE Charente. L'autre moitié concerne des cours d'eau sous-affluents de la Nizonne et est rattachée au SAGE Isle - Dronne
La qualité des eaux de baignade et des cours d’eau peut être consultée sur un site dédié géré par les agences de l’eau et l’Agence française pour la biodiversité.

### Climat
Pour des articles plus généraux, voir Climat de la Nouvelle-Aquitaine et Climat de la Dordogne.
Historiquement, la commune est dans une zone de transition entre les climats océaniques aquitain et limousin.  
En 2020, Météo-France publie une typologie des climats de la France métropolitaine dans laquelle la commune est exposée à un climat océanique altéré et est dans la région climatique  Aquitaine, Gascogne, caractérisée par une pluviométrie abondante au printemps, modérée en automne, un faible ensoleillement au printemps, un été chaud (19,5 °C), des vents faibles, des brouillards fréquents en automne et en hiver et des orages fréquents en été (15 à 20 jours).
Pour la période 1971-2000, la température annuelle moyenne est de 12,3 °C, avec  une amplitude thermique annuelle de 14,5 °C. Le cumul annuel moyen de précipitations est de 965 mm, avec 12,8 jours de précipitations en janvier et 7,2 jours en juillet. Pour la période 1991-2020, la température moyenne annuelle observée sur la station météorologique la plus proche, située sur la commune de Saint-Martial-Viveyrol à 25 km à vol d'oiseau, est de 13,3 °C et le cumul annuel moyen de précipitations est de 862,3 mm,. Pour l'avenir, les paramètres climatiques de la commune estimés pour 2050 selon différents scénarios d’émission de gaz à effet de serre sont consultables sur un site dédié publié par Météo-France en novembre 2022.

## Urbanisme

### Typologie
Au 1er janvier 2024, Lussas-et-Nontronneau est catégorisée commune rurale à habitat très dispersé, selon la nouvelle grille communale de densité à 7 niveaux définie par l'Insee en 2022.
Elle est située hors unité urbaine. Par ailleurs la commune fait partie de l'aire d'attraction de Nontron, dont elle est une commune de la couronne,. Cette aire, qui regroupe 19 communes, est catégorisée dans les aires de moins de 50 000 habitants,.

### Occupation des sols
L'occupation des sols de la commune, telle qu'elle ressort de la base de données européenne d’occupation biophysique des sols Corine Land Cover (CLC), est marquée par l'importance des forêts et milieux semi-naturels (61,4 % en 2018), en diminution par rapport à 1990 (62,3 %). La répartition détaillée en 2018 est la suivante : 
forêts (59,4 %), zones agricoles hétérogènes (23,5 %), prairies (11,5 %), terres arables (3,6 %), milieux à végétation arbustive et/ou herbacée (2 %). L'évolution de l’occupation des sols de la commune et de ses infrastructures peut être observée sur les différentes représentations cartographiques du territoire : la carte de Cassini (XVIIIe siècle), la carte d'état-major (1820-1866) et les cartes ou photos aériennes de l'IGN pour la période actuelle (1950 à aujourd'hui).

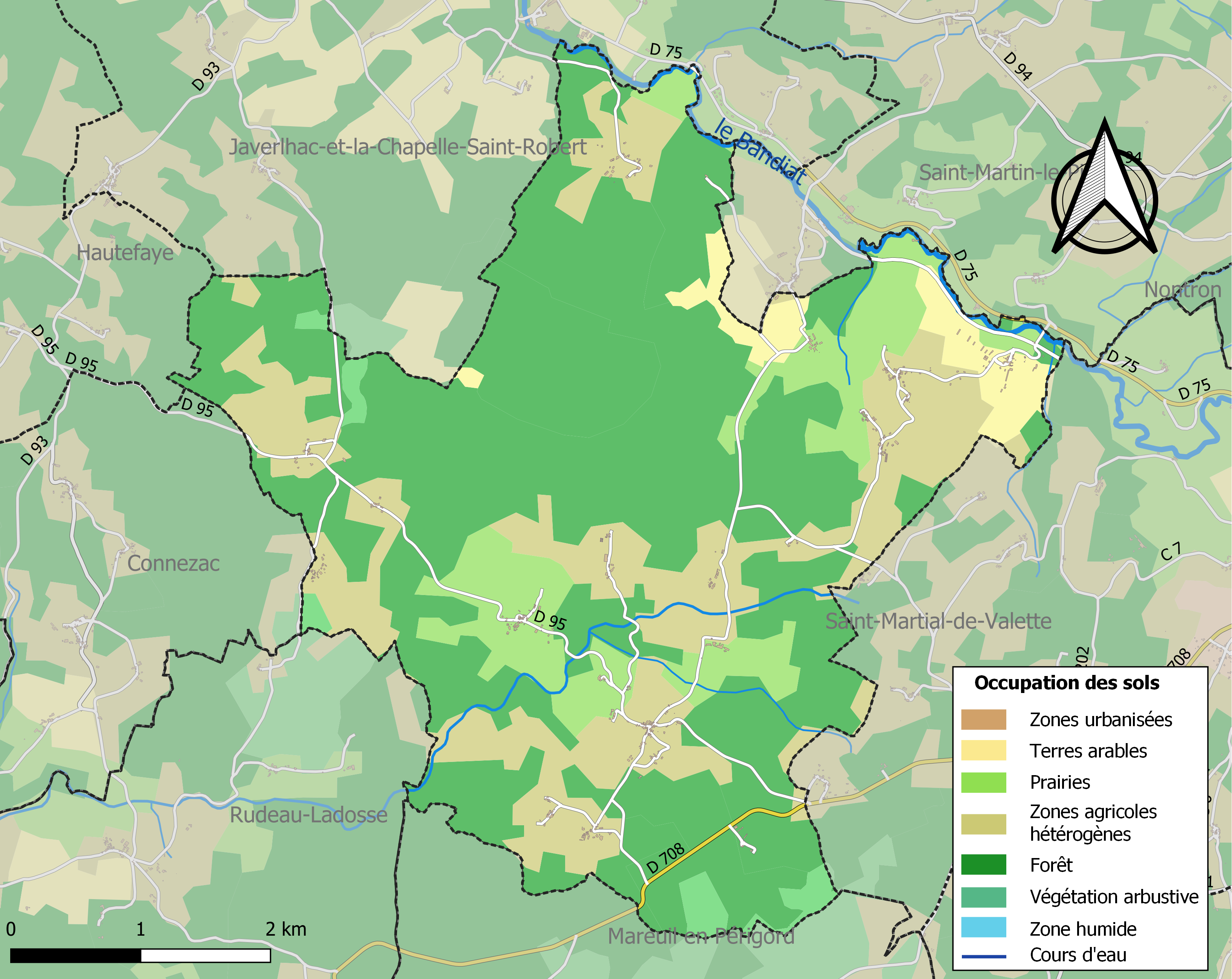
Carte des infrastructures et de l'occupation des sols de la commune en 2018 (CLC).

### Prévention des risques
Le territoire de la commune de Lussas-et-Nontronneau est vulnérable à différents aléas naturels : météorologiques (tempête, orage, neige, grand froid, canicule ou sécheresse), feux de forêts, mouvements de terrains et séisme (sismicité faible). Un site publié par le BRGM permet d'évaluer simplement et rapidement les risques d'un bien localisé soit par son adresse soit par le numéro de sa parcelle.
Lussas-et-Nontronneau est exposée au risque de feu de forêt. L’arrêté préfectoral du 14 mars 2013 fixe les conditions de pratique des incinérations et de brûlage dans un objectif de réduire le risque de départs d’incendie. À ce titre, des périodes sont déterminées : interdiction totale du 15 février au 15 mai et du 15 juin au 15 octobre, utilisation réglementée du 16 mai au 14 juin et du 16 octobre au 14 février. En septembre 2020, un plan inter-départemental de protection des forêts contre les incendies (PidPFCI) a été adopté pour la période 2019-2029,.

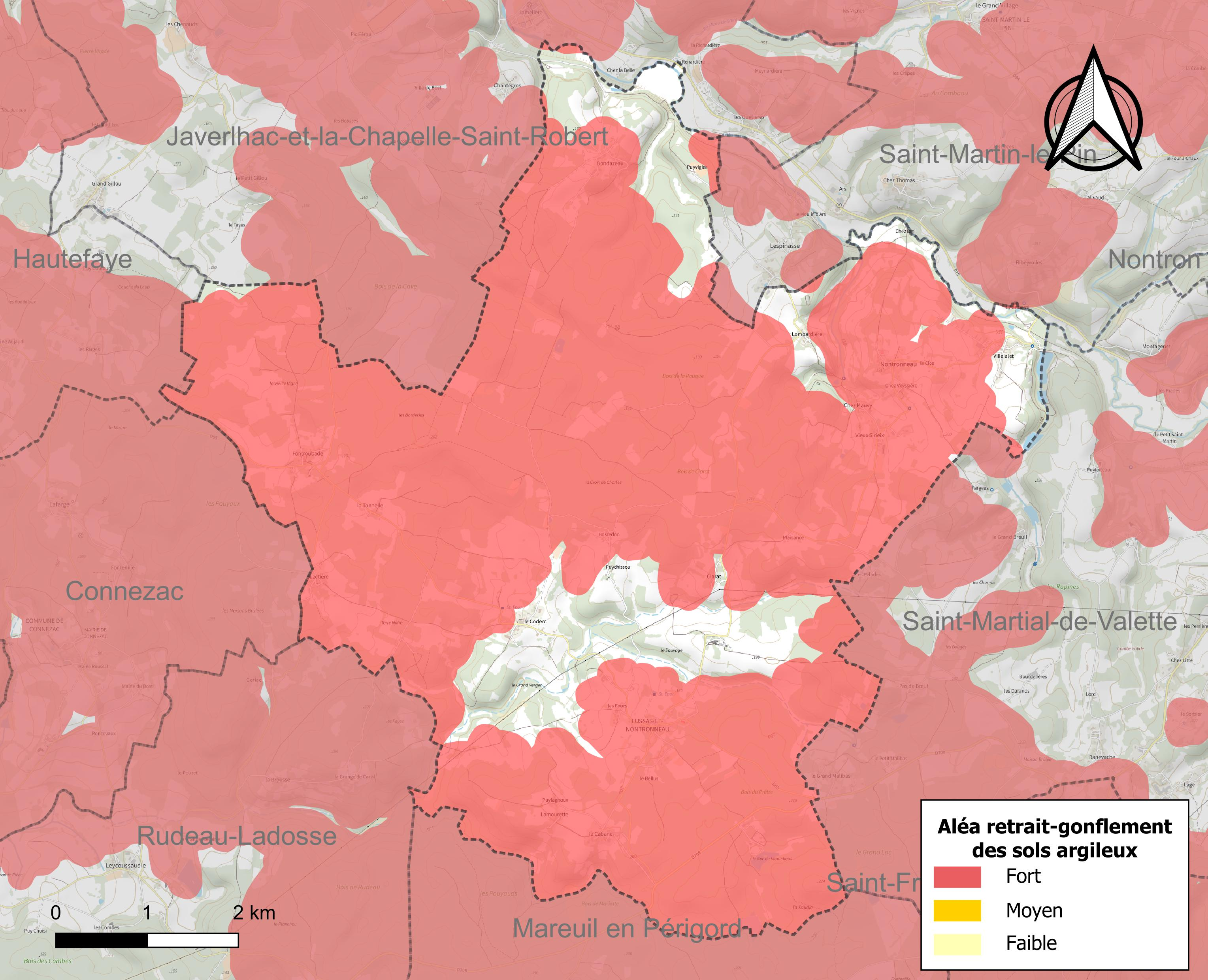
Carte des zones d'aléa retrait-gonflement des sols argileux de Lussas-et-Nontronneau.

Les mouvements de terrains susceptibles de se produire sur la commune sont des tassements différentiels. Le retrait-gonflement des sols argileux est susceptible d'engendrer des dommages importants aux bâtiments en cas d’alternance de périodes de sécheresse et de pluie. 83,9 % de la superficie communale est en aléa moyen ou fort (58,6 % au niveau départemental et 48,5 % au niveau national métropolitain). Depuis le 1er octobre 2020, en application de la loi ÉLAN, différentes contraintes s'imposent aux vendeurs, maîtres d'ouvrages ou constructeurs de biens situés dans une zone classée en aléa moyen ou fort,.
La commune a été reconnue en état de catastrophe naturelle au titre des dommages causés par les inondations et coulées de boue survenues en 1982, 1983, 1999 et 2018, par la sécheresse en 2005, 2009, 2011 et 2019 et par des mouvements de terrain en 1999.

## Toponymie
Le nom composé de la commune correspond à la fusion en 1827 des communes de Lussas et de Nontronneau. Lussas est d'origine gallo-romane, du nom d'un personnage, Lucius ou Luccaeus, auquel est accolé le suffixe -acum, définissant le « domaine de Lucius, ou de Luccaeus ». Nontronneau correspond à un diminutif de Nontron.
En occitan, la commune porte le nom de Luçac e Nontroneu.

## Histoire
Le territoire communal est occupé dès le Néolithique, comme le prouve le gisement de la grotte des Grèzes.
À Nontronneau s'est implantée une villa gallo-romaine où ont été découverts des restes de fresques.
Au Moyen Âge, Lussas appartient à la famille de Mareuil. Elle passe ensuite au XVIe siècle à la famille d'Authon puis est vendue rapidement à une puissante famille du Périgord : les Du Faure.
Par le jeu des alliances, ce sont les Perusse des Cars qui deviennent seigneurs de Lussas, Fontroubade et du château de Beauvais jusqu'à la fin du XVIIIe siècle.
Si la première mention écrite connue de Nontronneau remonte au XIIIe siècle sous la forme Ecclesia de Nontronello pour son église, celle de Lussas apparait tardivement, en 1760, écrite « Lussat ».
En 1827, les communes de Lussas et de Nontronneau fusionnent sous le nom de Lussas-et-Nontronneau.

## Politique et administration

### Intercommunalité
Fin 2002, Lussas-et-Nontronneau intègre dès sa création la communauté de communes du Périgord Nontronnais. Celle-ci est dissoute au 31 décembre 2013 et remplacée au 1er janvier 2014 par la communauté de communes du Périgord vert nontronnais. Au 1er janvier 2017, celle-ci fusionne avec la communauté de communes du Haut-Périgord pour former la nouvelle communauté de communes du Périgord Nontronnais.

### Administration municipale
La population de la commune étant comprise entre 100 et 499 habitants au recensement de 2017, onze conseillers municipaux ont été élus en 2020,.

### Liste des maires
| Période                                  | Période  | Identité         | Étiquette | Qualité              |
| ---------------------------------------- | -------- | ---------------- | --------- | -------------------- |
| Les données manquantes sont à compléter. |          |                  |           |                      |
|                                          |          |                  |           |                      |
| 1989                                     | 1995     | René Dubreuil    |           |                      |
|                                          |          |                  |           |                      |
| mars 2001 (réélue en mai 2020)           | En cours | Mauricette Belly | SE        | Employée de commerce |

## Équipements et services publics

### Justice
Dans le domaine judiciaire, Lussas-et-Nontronneau relève : 
- du tribunal judiciaire, du tribunal pour enfants, du conseil de prud'hommes et du tribunal de commerce de Périgueux ;
- du pôle Nationalité du tribunal judiciaire de Périgueux (compétent uniquement dans le domaine de la nationalité) ;
- de la cour d'appel, du tribunal administratif et de la  cour administrative d'appel de Bordeaux.

## Population et société

### Démographie
Les habitants de Lussas-et-Nontronneau se nomment les Lutronnais.

#### Démographie de Nontronneau
Jusqu'en 1827, les communes de Lussas et de Nontronneau étaient indépendantes.
| 1793 | 1800 | 1806 | 1821 |
| ---- | ---- | ---- | ---- |
| 331  | 340  | 326  | 399  |

#### Démographie de Lussas, puis de Lussas-et-Nontronneau
L'évolution du nombre d'habitants est connue à travers les recensements de la population effectués dans la commune depuis 1793. Pour les communes de moins de 10 000 habitants, une enquête de recensement portant sur toute la population est réalisée tous les cinq ans, les populations de référence des années intermédiaires étant quant à elles estimées par interpolation ou extrapolation. Pour la commune, le premier recensement exhaustif entrant dans le cadre du nouveau dispositif a été réalisé en 2004.

En 2022, la commune comptait 285 habitants, en évolution de −7,47 % par rapport à 2016 (Dordogne : +0,37 %, France hors Mayotte : +2,11 %).
| 1793 | 1800 | 1806 | 1821 | 1831  | 1836  | 1841  | 1846  | 1851  |
| ---- | ---- | ---- | ---- | ----- | ----- | ----- | ----- | ----- |
| 624  | 615  | 606  | 649  | 1 149 | 1 194 | 1 320 | 1 168 | 1 123 |

| 1856  | 1861  | 1866  | 1872 | 1876 | 1881 | 1886 | 1891 | 1896 |
| ----- | ----- | ----- | ---- | ---- | ---- | ---- | ---- | ---- |
| 1 131 | 1 077 | 1 105 | 883  | 905  | 914  | 898  | 855  | 785  |

| 1901 | 1906 | 1911 | 1921 | 1926 | 1931 | 1936 | 1946 | 1954 |
| ---- | ---- | ---- | ---- | ---- | ---- | ---- | ---- | ---- |
| 754  | 740  | 720  | 585  | 567  | 553  | 561  | 494  | 486  |

| 1962 | 1968 | 1975 | 1982 | 1990 | 1999 | 2004 | 2006 | 2009 |
| ---- | ---- | ---- | ---- | ---- | ---- | ---- | ---- | ---- |
| 461  | 364  | 370  | 359  | 363  | 371  | 384  | 376  | 323  |

| 2014 | 2019 | 2022 | - | - | - | - | - | - |
| ---- | ---- | ---- | - | - | - | - | - | - |
| 313  | 283  | 285  | - | - | - | - | - | - |

## Économie

### Emploi
En 2015, parmi la population communale comprise entre 15 et 64 ans, les actifs représentent 144 personnes, soit 46,2 % de la population municipale. Le nombre de chômeurs (quinze) a augmenté par rapport à 2010 (treize) et le taux de chômage de cette population active s'établit à 10,3 %.

### Établissements
Au 31 décembre 2015, la commune compte vingt-cinq établissements, dont huit au niveau des commerces, transports ou services, six dans l'agriculture, la sylviculture ou la pêche, cinq dans la construction, quatre dans l'industrie, et deux relatifs au secteur administratif, à l'enseignement, à la santé ou à l'action sociale.

## Culture locale et patrimoine

### Lieux et monuments
- Grotte des Grèzes[42], fréquentée dès la préhistoire.
- Château de Beauvais, XVIe siècle, inscrit au titre des monuments historiques depuis 1973, propriété privée[57], visitable
- Villa gallo-romaine de Nontronneau, site archéologique inscrit au titre des monuments historiques depuis 1984, propriété privée[44]
- Église Saint-Étienne de Lussas, XIIe siècle
- Église romane Saint-Jean de Nontronneau
- Ruines de l'ancienne église Sainte-Radegonde de Fontroubade, XIIe siècle, inscrites au titre des monuments historiques depuis 1988[58], en cours de restauration[59] par le Club du Vieux Manoir

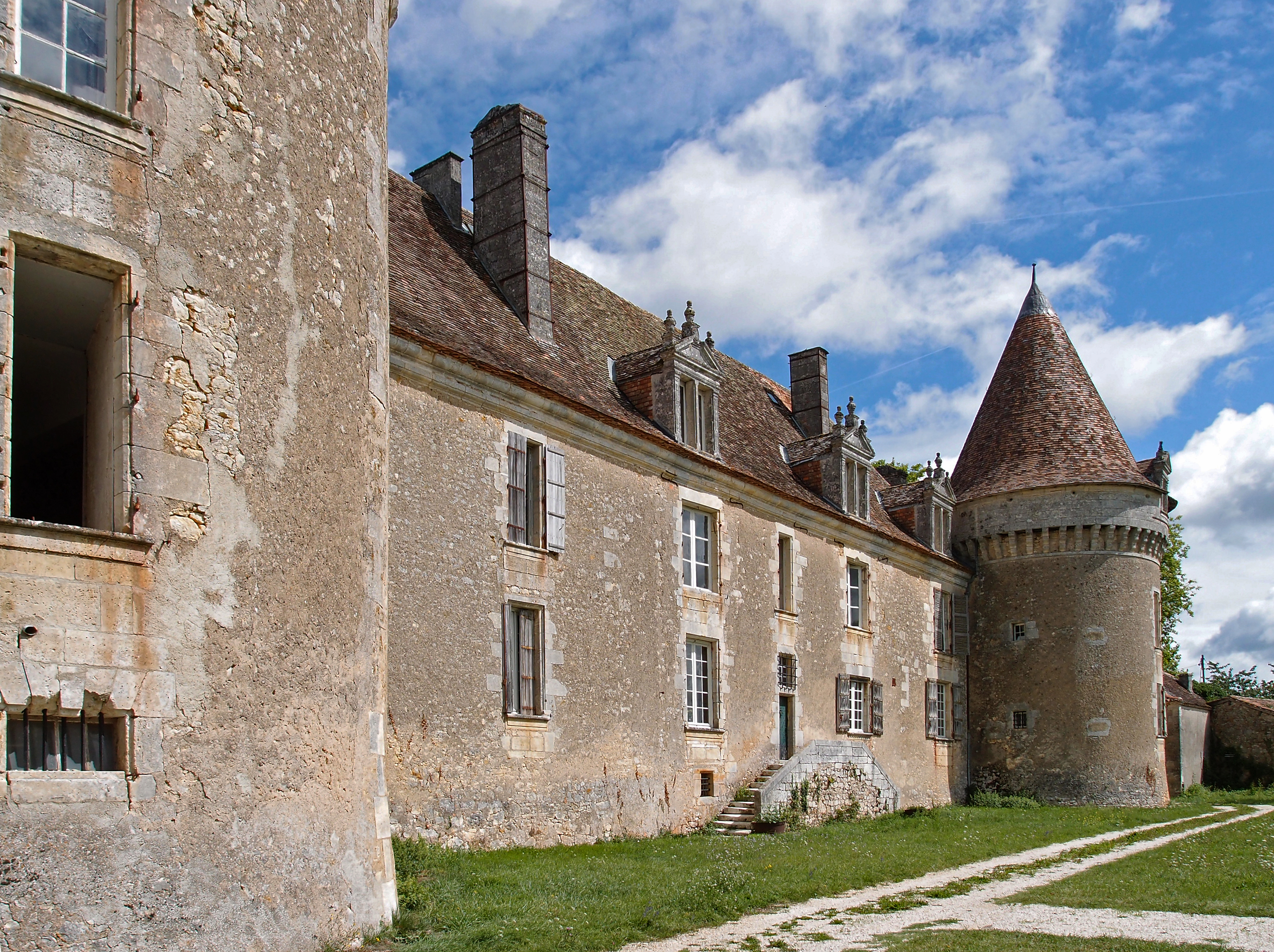
Le château de Beauvais.
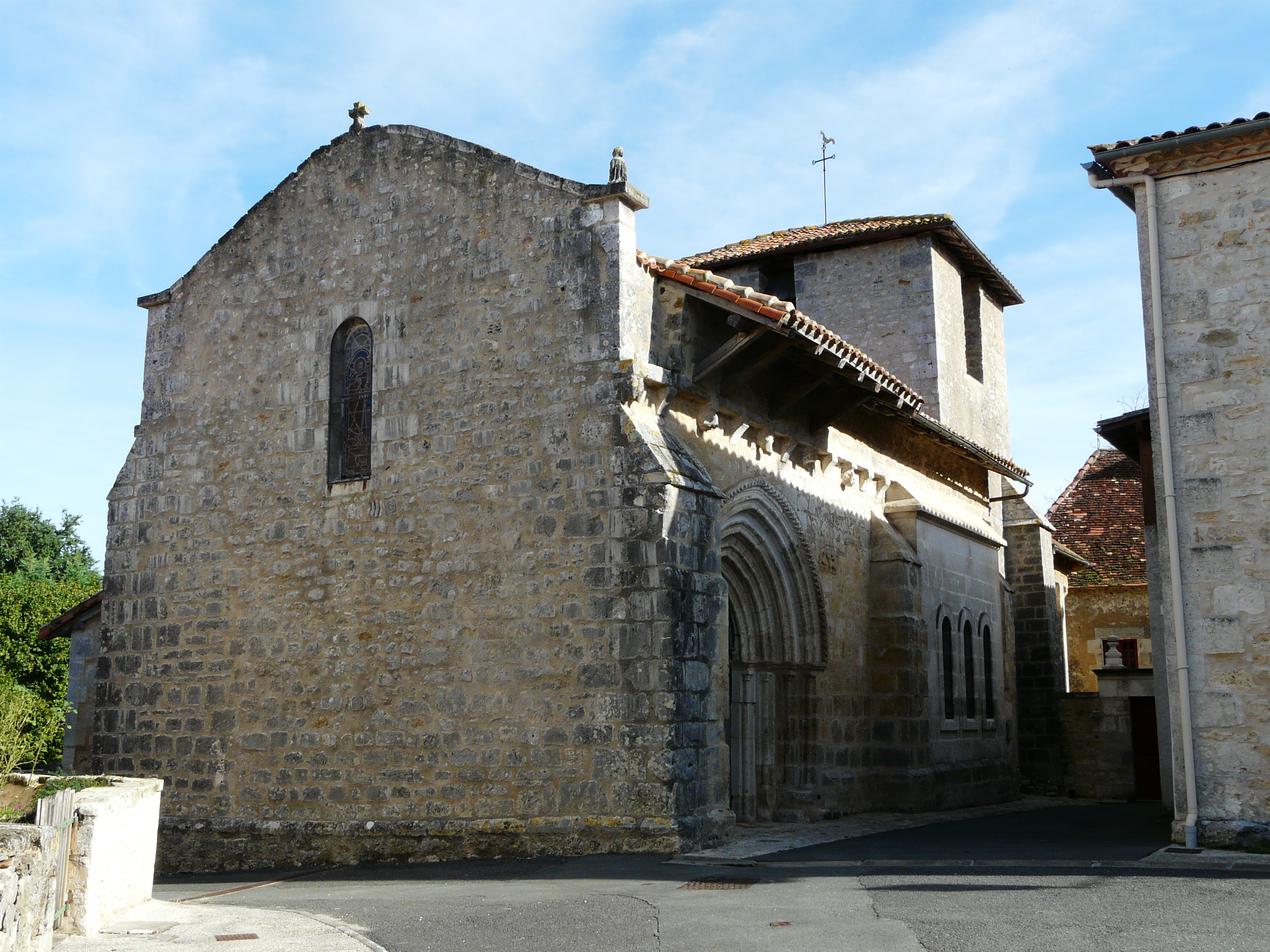
L'église de Lussas.
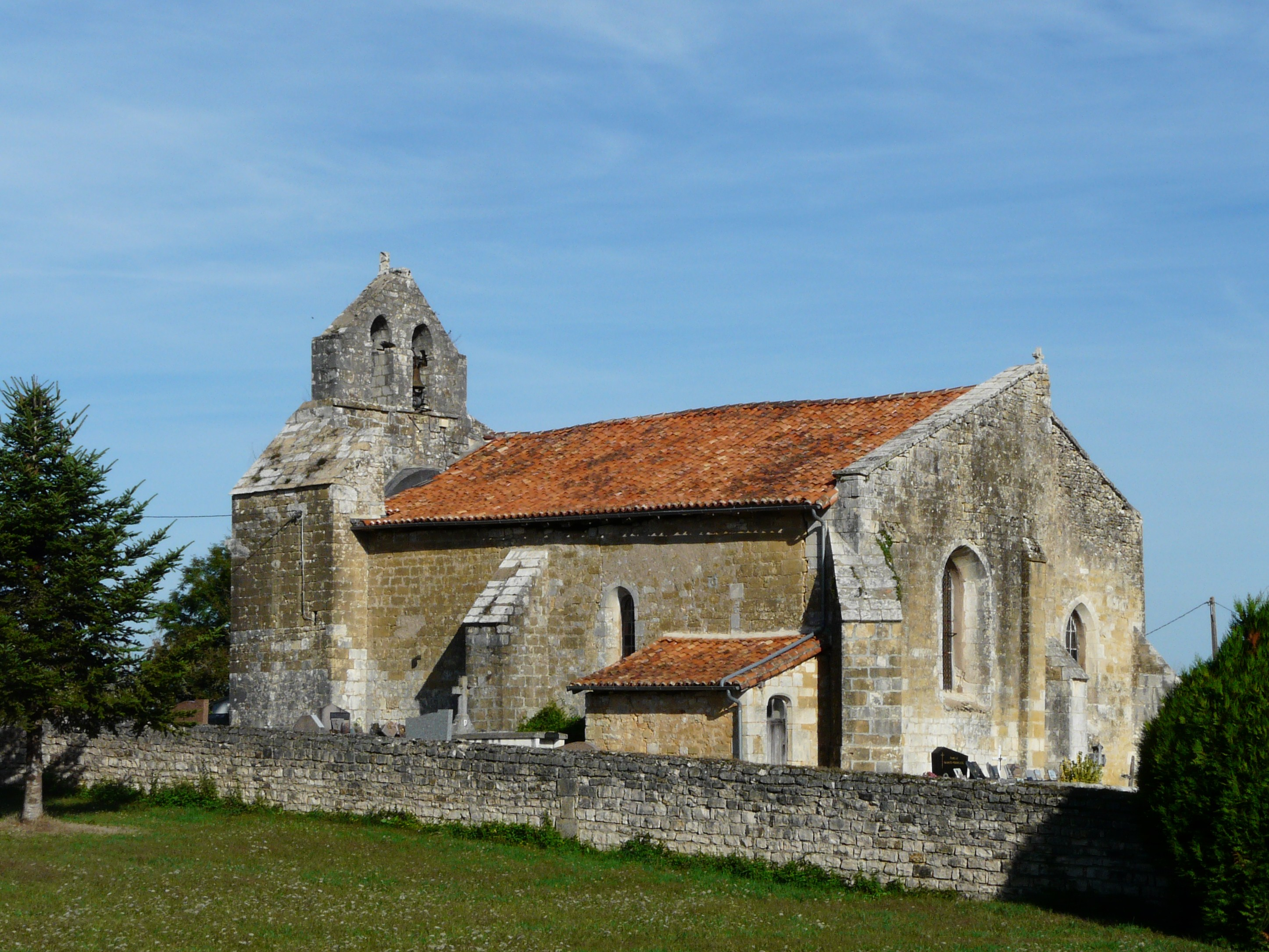
L'église romane de Nontronneau.
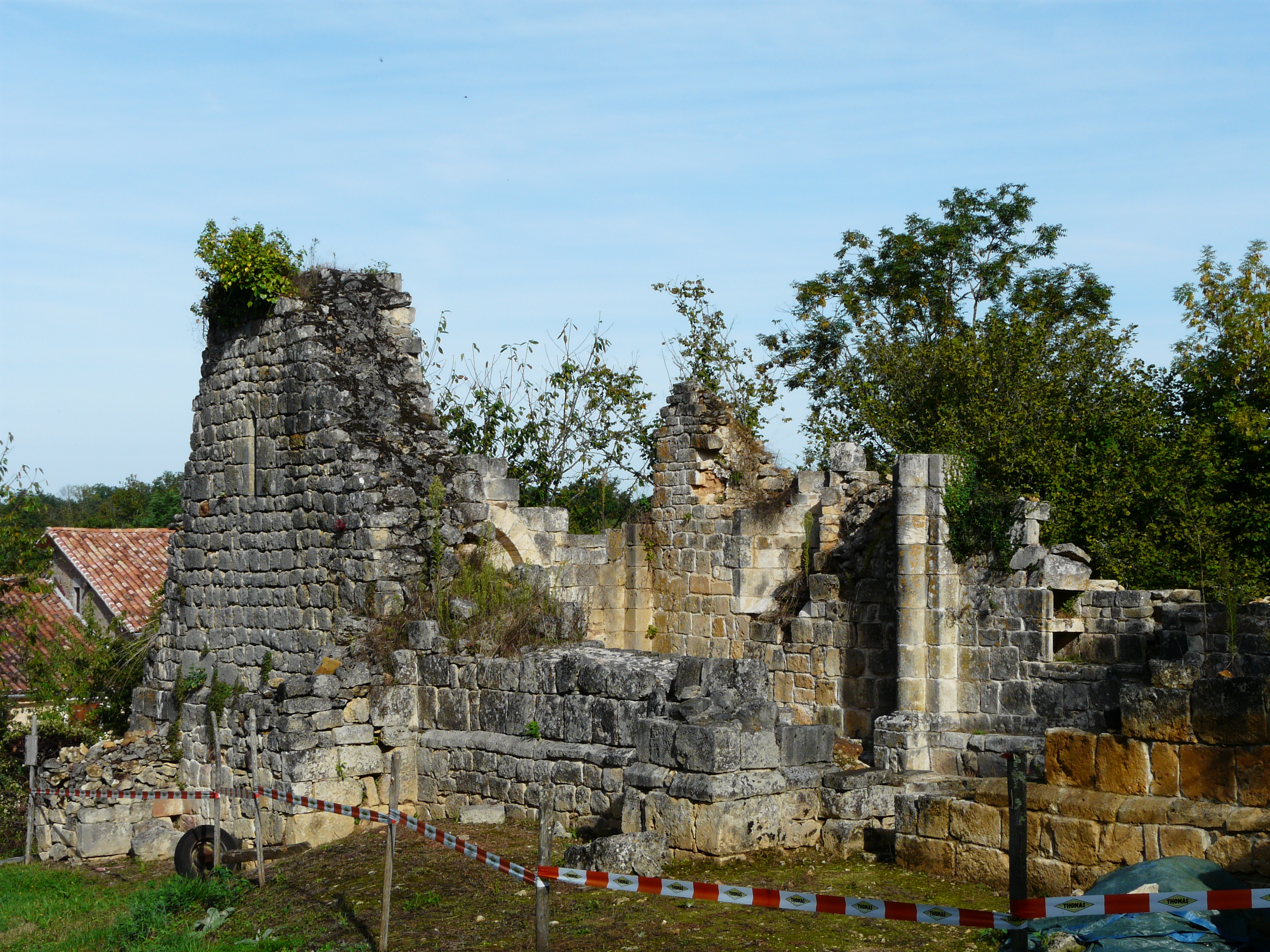
Les ruines de la chapelle de Fontroubade.
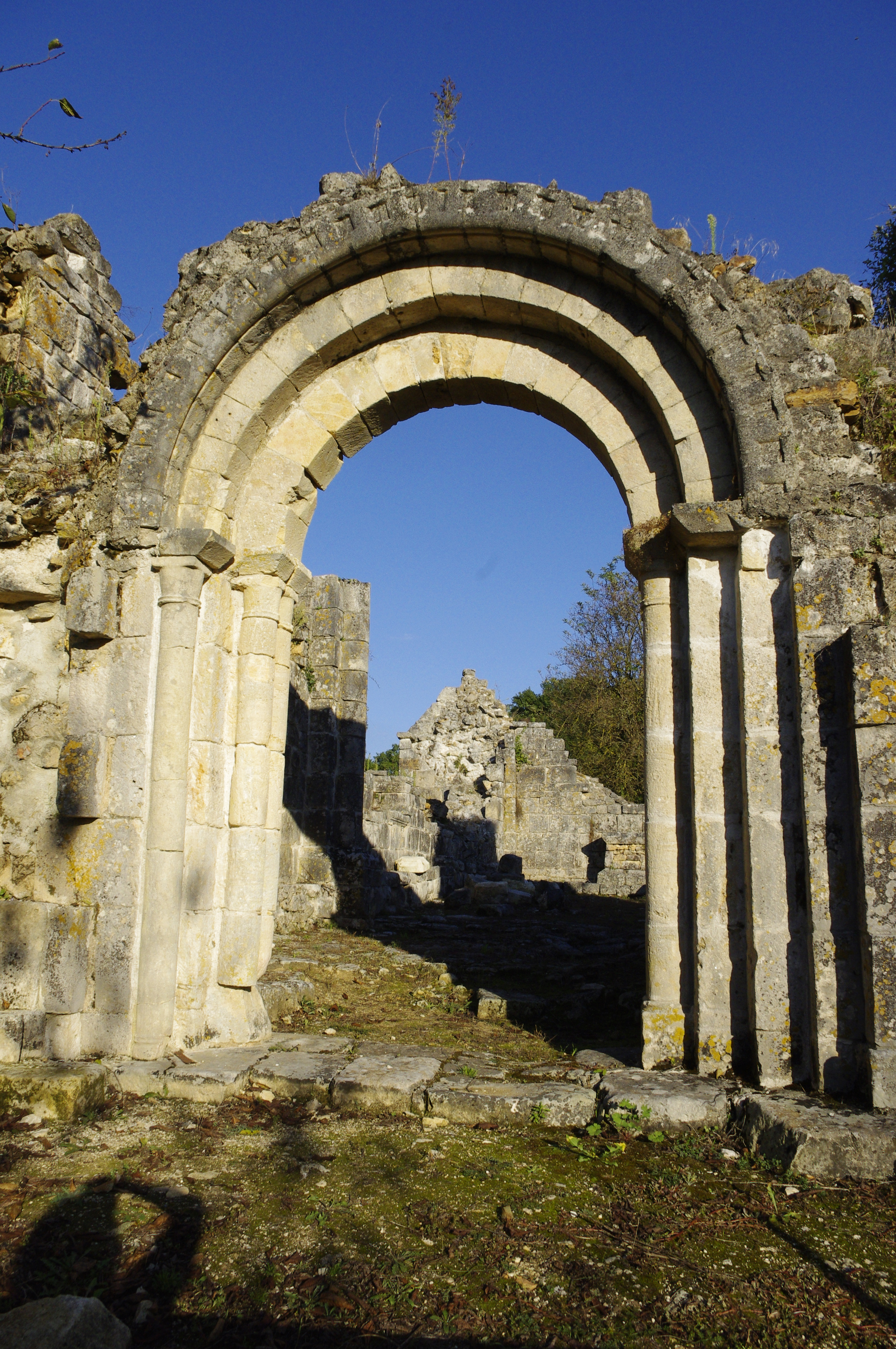
L'entrée de la ruine de la chapelle de Fontroubade
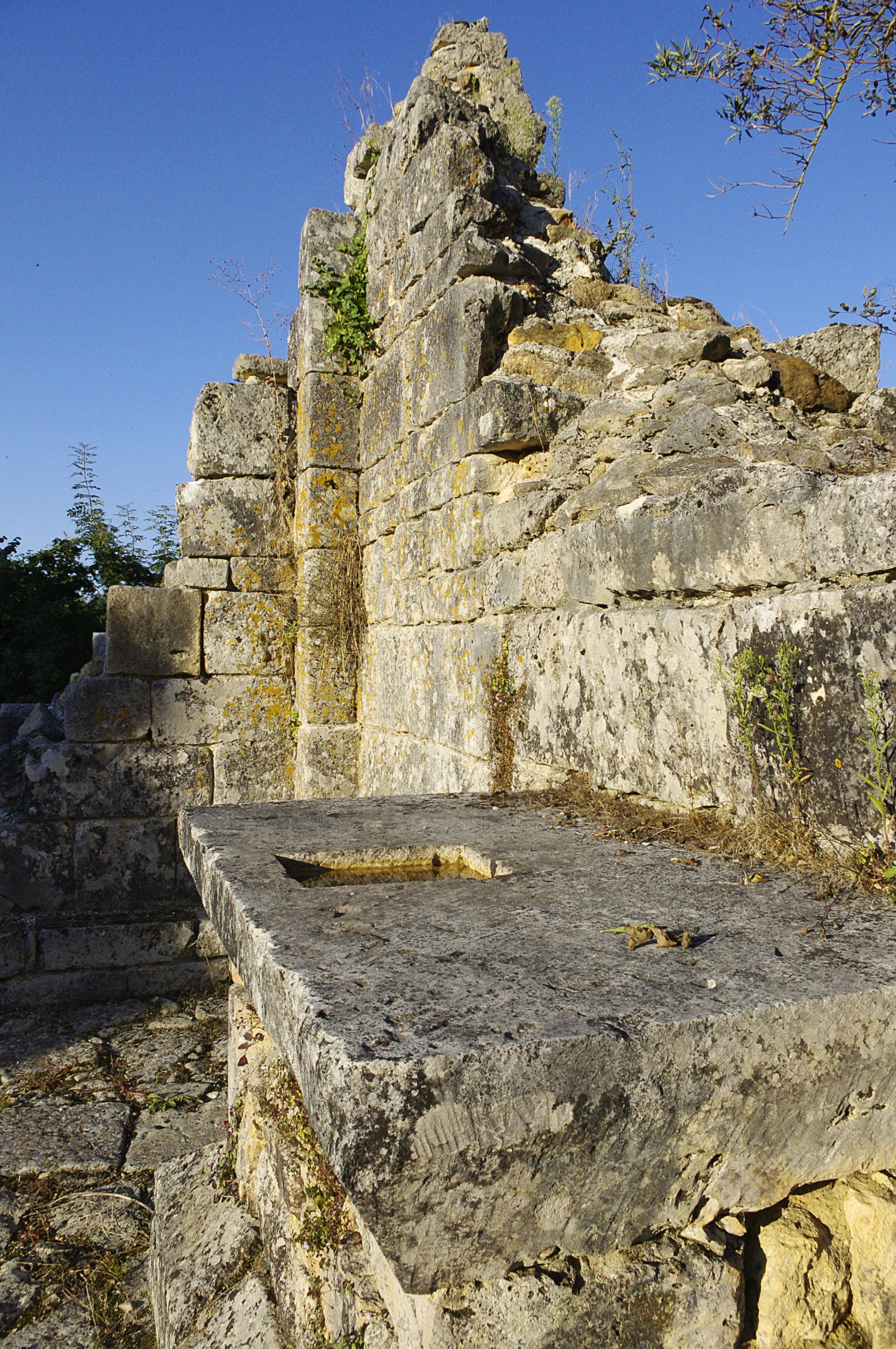
L'autel de la ruine de la chapelle de Fontroubade

### Patrimoine naturel
La commune fait partie du parc naturel régional Périgord-Limousin depuis la création de celui-ci en 1998, adhésion renouvelée en 2011.
La vallée du Bandiat est protégée dans sa traversée de la commune au titre de la zone naturelle d'intérêt écologique, faunistique et floristique (ZNIEFF) de type I « Vallées du réseau hydrographique du Bandiat » dont la flore est constituée de près d'une centaine d'espèces de plantes, dont deux sont considérées comme déterminantes : l'aigremoine élevée, ou aigremoine odorante (Agrimonia procera) et la jacinthe des bois, ou jacinthe sauvage (Hyacinthoides non-scripta),.

### Personnalités liées à la commune
- Jean-Baptiste Devars (1753-1822) est un député de la Charente né à Lussas[65].
- Pierre-François Chabaneau (1754-1842) est un chimiste français décédé à Lussas[66].

## Pour approfondir